# Mura Mică
Mura Mică (węg. Kisszederjes) – wieś w Rumunii, w okręgu Marusza, w gminie Gornești. W 2011 roku liczyła 37 mieszkańców.